# Championnat de Mauritanie de football 2015-2016
Navigation
Édition précédente Édition suivante
La saison 2015-2016 du Championnat de Mauritanie de football est la trente-septième édition de la Première Division, le championnat national de première division en Mauritanie. Les treize équipes se rencontrent deux fois au cours de la saison. À la fin du championnat, les deux derniers du classement sont relégués et remplacés par les deux finalistes du championnat de deuxième division.
C'est le tenant du titre, le FC Tevragh Zeïna qui remporte à nouveau la compétition cette saison après avoir terminé en tête du classement, avec six points d'avance sur le FC Nouadhibou et dix-sept sur l'ASAC Concorde. C'est le troisième titre de champion de Mauritanie de l'histoire du club, qui réussit même le doublé en s'imposant en finale de la Coupe de Mauritanie face à l'ASAC Concorde.
L'ASC Guemeul Satara déclare forfait avant le début de la compétition. Ce désistement n'est pas remplacé et la saison ne se déroule qu'avec treize équipes.

## Participants
- ASC Nasr Zem Zem
- ASC SNIM
- ACS Ksar
- ASAC Concorde
- FC Toujounine - Promu de D2
- ASC Kédia
- ASC Ittihad Assaba
- AS Garde Nationale - Promu de D2
- FC Tidjikja Sebkha
- ASC Guemeul Satara
- FC Nouadhibou
- FC Tevragh Zeïna
- ASC Police
- ASC Armée Nationale

## Compétition

### Classement
Le classement est établi sur le barème de points suivant : victoire à 3 points, match nul à 1, défaite à 0.
| Rang | Équipe                     | Pts | J  | G  | N  | P  | Bp | Bc | Diff |
| ---- | -------------------------- | --- | -- | -- | -- | -- | -- | -- | ---- |
| 1    | FC Tevragh Zeïna'T'C       | 61  | 24 | 19 | 4  | 1  | 50 | 15 | +35  |
| 2    | FC Nouadhibou              | 55  | 24 | 17 | 4  | 3  | 54 | 11 | +43  |
| 3    | ASAC Concorde              | 44  | 24 | 11 | 11 | 2  | 42 | 23 | +19  |
| 4    | FC Tidjikja Sebkha         | 42  | 24 | 12 | 6  | 6  | 32 | 27 | +5   |
| 5    | ACS Ksar                   | 40  | 24 | 11 | 7  | 6  | 31 | 23 | +8   |
| 6    | AS Garde NationaleP        | 36  | 24 | 10 | 6  | 8  | 31 | 26 | +5   |
| 7    | ASC SNIM                   | 33  | 24 | 8  | 9  | 7  | 28 | 25 | +3   |
| 8    | ASC Nasr Zem Zem           | 31  | 24 | 8  | 7  | 9  | 27 | 25 | +2   |
| 9    | ASC Police                 | 30  | 24 | 8  | 6  | 10 | 26 | 28 | -2   |
| 10   | FC ToujounineP             | 19  | 24 | 4  | 7  | 13 | 21 | 39 | -18  |
| 11   | ASC Armée Nationale        | 15  | 24 | 3  | 6  | 15 | 16 | 35 | -19  |
| 12   | ASC Kédia                  | 14  | 24 | 3  | 5  | 16 | 18 | 47 | -29  |
| 13   | ASC Ittihad Assaba         | 7   | 24 | 1  | 4  | 19 | 13 | 65 | -52  |
|      | ASC Guemeul Satara forfait |     |    |    |    |    |    |    |      |

|  | Champion de Mauritanie 2015-2016                                                           |
|  | Relégation directe en deuxième division                                                    |
|  | T : Tenant du titre C : Vainqueur de la Coupe de Mauritanie P : Promu de deuxième division |

## Bilan de la saison
| Championnat de Mauritanie de football 2015-2016 |                             |
| Champion                                        | FC Tevragh Zeïna (3e titre) |
| Coupes et trophées                              |                             |
| Vainqueur de la Coupe de Mauritanie 2015-2016   | FC Tevragh Zeïna            |
| Qualifications continentales                    |                             |
| Ligue des champions de la CAF 2017              | Aucun                       |
| Coupe de la confédération 2017                  | Aucun                       |
| Promotions et relégations                       |                             |
| Promus en Première division                     | Amicale Jeunesse Riadh      |
| Promus en Première division                     | FC Deuz                     |
| Relégués en Deuxième division                   | ASC Guemeul Satara          |
| Relégués en Deuxième division                   | ASC Ittihad Assaba          |